# Archidendropsis glandulosa
Archidendropsis glandulosa es una especie de árbol perteneciente a la familia de las fabáceas. Es originaria de  Nueva Caledonia.

## Descripción
Se encuentra en diferentes tipos de hábitat, en matorral, monte bajo o bosque de galería en suelos de rocas ultramáficas. Existen varias amenazas por incendios, la minería y la expansión agrícola.

## Taxonomía
Archidendropsis glandulosa fue descrita por (Guillaumin) I.C.Nielsen y publicado en Flore de la Nouvelle Calédonie et Dépendances 12: 86. 1983.
Sinonimia
- Albizia glandulosa Guillaumin basónimo[3]